# Cyrestis jordani
Cyrestis jordani är en fjärilsart som beskrevs av Martin 1903. Cyrestis jordani ingår i släktet Cyrestis och familjen praktfjärilar. Inga underarter finns listade i Catalogue of Life.